# Hugo d’Alési

Eisenbahnplakat von 1895

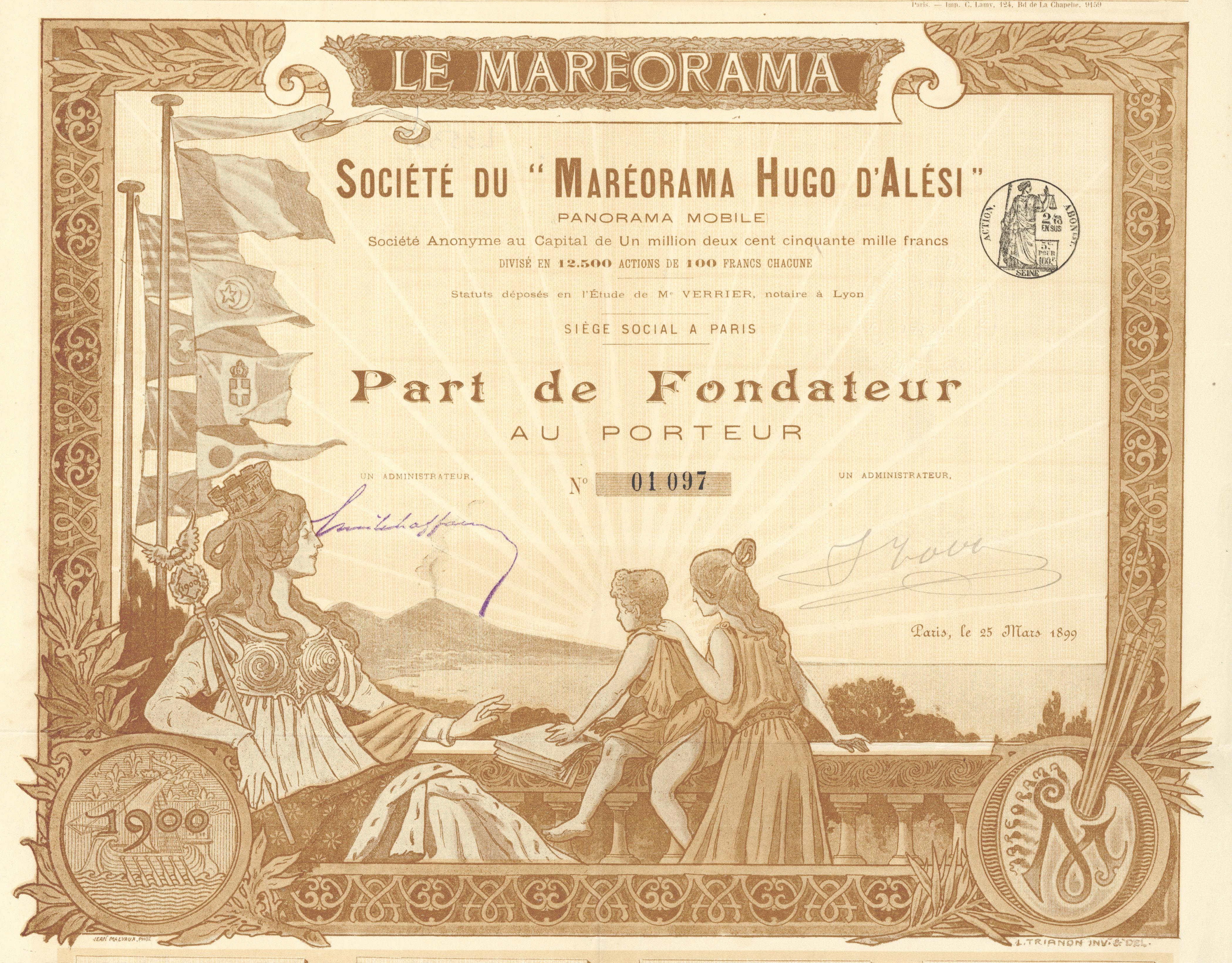
Gründeranteil an der Soc. du "Maréorama Hugo d'Alési" vom 25. März 1899

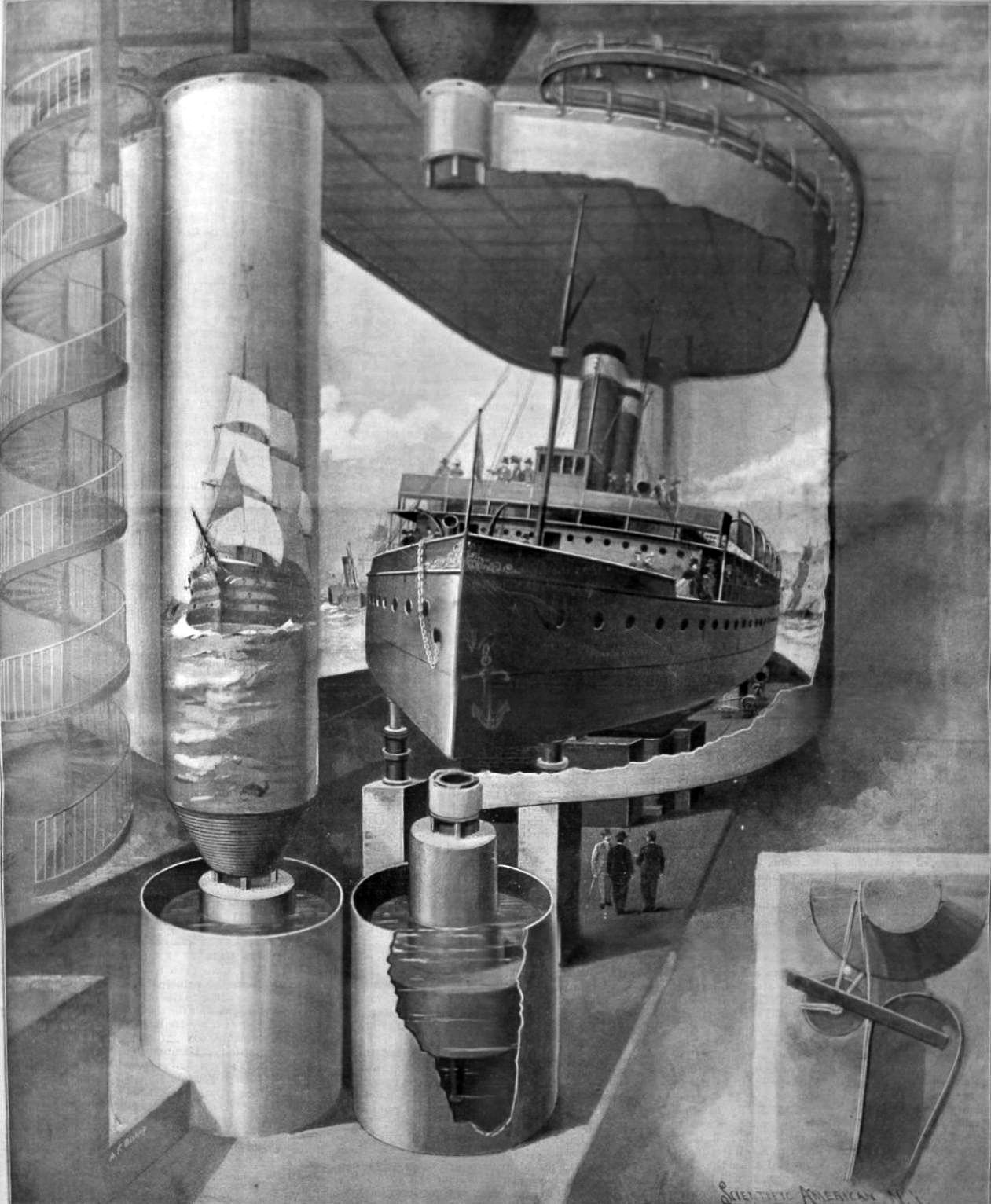
Illustration zum Maréorama (Scientific American, 1900)

Hugo d’Alési (* 10. Februar 1849 in Hermannstadt; † 11. November 1906 in Paris) war ein siebenbürgischer Grafiker, Maler und Zeichner.
Sein bekanntestes Werk ist das Maréorama, ein monumentales, auf der Pariser Weltausstellung von 1900 gezeigtes Mittelmeer-Panorama, für das ihm das Kreuz der Ehrenlegion verliehen wurde.

## Leben
Alési war der Sohn des Kapellmeisters Friedrich Alési. Er besuchte zunächst das Schäßburger Gymnasium. Anschließend arbeitete er als Kaufmannsgehilfe in Kronstadt und danach als Buchhändler in Bukarest. 1873 ging er nach Konstantinopel und arbeitete drei Jahre als Zeichner beim Ausbau des Hafens von Smyrna. 1877 war er zur künstlerischen Ausbildung in Italien und kam schließlich nach Paris, wo er bei der lithographischen Gesellschaft „Le Mercie“ angestellt wurde.
Ab Anfang der 1880er Jahre gestaltete er Plakate für Theater und Vergnügungsstätten, ab Beginn der 1890er vorwiegend Plakate und Prospekte für die französischen Eisenbahngesellschaften Chemins de fer de Paris à Lyon et à la Méditerranée (PLM), Chemin de fer de Paris à Orléans (P.O.), Chemins de fer de l’Est (EST) und auch die schweizerische Chemin de fer Jura-Simplon.
Vor allem durch diese in Chromolithographie oder Dreifarbdruck hergestellten Plakate mit tourismustypischen Motiven der Riviera, der Côte d’Azur, der Alpen und der Pyrenäen wurde seine Arbeit dem zeitgenössischen Publikum weithin bekannt und Alési erwarb sich einen Ruf als Gestalter werbewirksamer Plakatgrafik.
Außerdem arbeitete er an einer universellen Schriftsprache auf der Basis ideographischer Zeichen. Zwei Arbeiten dazu sind im Nachlass erhalten.

## Ausstellungen
- 1901 Paris, Galerie Georges Petit (Einzelausstellung)
- 1896 Centenaire de la Lithographie, Künstlerhaus Wien